# Kwartalnik Klasyczny
Kwartalnik Klasyczny – kwartalnik ukazujący się we Lwowie w latach od 1927 do 1934 roku. Czasopismo miało charakter popularnonaukowy, ukazywały się w nim prace z zakresu filologii klasycznej, historii i kultury antyku. Jego kontynuacją był Przegląd Klasyczny. 